# New Zealand World Cup
Différentes manches de la Coupe du monde de cyclisme sur route féminine ont été organisées en Nouvelle-Zélande entre 1999 et 2006. La New Zealand World Cup correspond donc à plusieurs courses distinctes. En 1999, 2001 et 2002, elle porte le nom de World Cup Hamilton City et se déroule à Hamilton. Elle a lieu ensuite à Wellington à partir de 2005 et prend le nom de Wellington Women's World Cup. La course comporte vingt tours de 6,5 km. Elle se déroule en mars, au même moment que le Tour de Nouvelle-Zélande féminin.
Lors de la première édition, Roberta Bonanomi et Gunn-Rita Dahle arrivent détachées, une minute devant le peloton. L'Italienne gagne le sprint à deux. Tracey Gaudry gagne le sprint du peloton. L'édition en 2000 n'a pas lieu. En 2001, à 50 km de l'arrivée,  Anna Millward s'échappe avec Mirjam Melchers, Zinaida Stahurskaia, Mari Holden et deux autres coureuses. Malgré les attaques de Holden et Melchers, le groupe arrive au sprint dans lequel Anna Millward se montre la plus rapide. En 2002, la course se termine par un sprint massif remporté par Petra Rossner. En 2005, la course est très venteuse. Une échappée de sept coureuses part tôt dans la course. Finalement, Suzanne de Goede et Linda Villumsen terminent seules et se disputent la victoire. La Néerlandaise s'impose finalement. En 2006, Sarah Ulmer part en échappée seule très loin de l'arrivée. Elle creuse un écart important et n'est pas rattrapée par le peloton. Le sprint est derrière remporté par Oenone Wood devant Ina-Yoko Teutenberg.

## Palmarès
| Année                                 | Vainqueur        | Deuxième               | Troisième           |
| ------------------------------------- | ---------------- | ---------------------- | ------------------- |
| 1999                                  | Roberta Bonanomi | Gunn-Rita Dahle Flesjå | Tracey Gaudry       |
| 2000 Pas de course                    |                  |                        |                     |
| 2001                                  | Anna Millward    | Mirjam Melchers        | Zinaida Stahurskaia |
| 2002                                  | Petra Rossner    | Rochelle Gilmore       | Hanka Kupfernagel   |
| 2003 Pas de course 2004 Pas de course |                  |                        |                     |
| 2005                                  | Suzanne de Goede | Linda Serup            | Tina Pic            |
| 2006                                  | Sarah Ulmer      | Oenone Wood            | Ina-Yoko Teutenberg |